# Ana Vučak
Ana Vučak Veljača (Zagreb, 29. studenog 1986.) je hrvatska televizijska, filmska i kazališna glumica.

## Uloge

### Televizijske uloge
- "Zabranjena ljubav" kao Brankica (2005.)
- "Mamutica" kao Ivana (2010.)
- "Stella" kao djevojka u baru (2013.)
- "Kud puklo da puklo" kao Goga (2014.)
- "Crno-bijeli svijet" kao konobarica Vlasta (2015.)
- "Prava žena" kao Karla Nola (2016. – 2017.)
- "McMafia" kao prodavačica bescarinske prodavaonice (2018.)
- "Čista ljubav" kao djevojka u kafiću (2018.)
- "Gora" kao Anja (2023.)

### Filmske uloge
- "Iza sna" kao Lana (2014.)
- "Zbog tebe" kao Ena (2016.)
- "Otac" kao djevojka #1 (2017.)
- "Posljednji Srbin u Hrvatskoj" kao Sabiha Hodžić (2019.)

### Voditeljske uloge
- "Parlaonica" (početkom 2000-tih - 2009.)
- "Kuhan i pečen" (2019. – 2020.)

### Sinkronizacija
- "Angry Birds Film" kao Eva (2016.)

## Vanjske poveznice
- Ana Vučak u internetskoj bazi filmova IMDb-u (engl.)